# Turmhügel Schwedenschanze (Burghaig)
Der Turmhügel Schwedenschanze ist eine abgegangene mittelalterliche Höhenburg vom Typus einer Turmhügelburg (Motte) auf 350 m ü. NHN im Metzdorfer Gründlein etwa 1500 Meter nordnordwestlich von Burghaig, einem heutigen Gemeindeteil von Kulmbach im Landkreis  Kulmbach in Bayern.
Von der ehemaligen Mottenanlage sind noch der Turmhügel und Teile des Außengrabens erhalten.

## Geschichte
Über die kleine Turmhügelburg, die trotz ihres Namens nichts mit den Schweden zu tun hat, ist nicht sehr viel bekannt, sie war vermutlich der Stammsitz der Herren von Haug (= Burghaig). Diese wurden im Jahr 1183 erstmals erwähnt und waren Ministeriale der Grafen von Andechs-Meranien und später der Grafen von Orlamünde, als diese die Herrschaft Plassenberg erbten. Die Hauger sind 1183 als Houga, 1207/18 als Havge, etwa 1218 als Hawe, 1221 als Hage, 1222 als Houge und 1231 als Hauge genannt, anschließend verschwinden sie 39 Jahre lang aus den Urkunden. Erst 1270, 1295 und 1306 erscheint wieder ein Heinrich Hauger in den Aufzeichnungen, er war zu der Zeit judex, also Richter der Herrschaft Plassenberg unter den orlamündischen Grafen. 1372 standen die Hauger von Rotenstein in den Diensten der Herren von Schlüsselberg. Die Hauger sollen es nach Aufzeichnungen im Landbuch der Herrschaft Plassenberg von 1531 gewesen sein, die Otto III. von Andechs-Meranien ermordet haben, allerdings gehört dies wohl eher ins Reich der Sagen.
1376 war die Burg im Besitz der Herren von Künsberg.
Im Jahr 1398 ist die Burgstelle im Landbuch der Herrschaft Plassenberg nur noch als Burgstall erwähnt.